# Броварець Ольга Олександрівна
О́льга Олекса́ндрівна Броваре́ць (10 жовтня 1986 — 14 липня 2022) — українська дослідниця в галузі біофізики, доктор фізико-математичних наук (2016), лауреатка премії Scopus Awards Ukraine 2016 року в номінації «Найкращий колектив вчених, який досяг значних наукових результатів без західних колаборацій» (разом з Дмитром Говоруном), премії «Лідер науки України 2016. Web of Science Award» і премії Президента України для молодих вчених (2010), провідний науковий співробітник відділу молекулярної та квантової біофізики Інституту молекулярної біології і генетики НАН України.
Стипендіатка іменної стипендії Верховної Ради України для найталановитіших молодих учених (2017 року та 2019 року)
Авторка понад 80 наукових праць, опублікованих переважно у провідних міжнародних виданнях. Має високі наукометричні показники: індекс Гірша 33 (без самоцитувань 20) у Scopus (2279 цитувань, 67 документів) і також 33 у Google Scholar (2700 цитувань) (станом на 2022 рік).

## Життєпис
Народилася у місті Ніжині Чернігівської області. Батьки — викладачі, обоє з відзнакою закінчили Українську сільськогосподарську академію. Брат Олександр (старший на два роки) має ступінь кандидата технічних наук і нині викладає.
Після дев'ятого класу вступила в Ніжинський ліцей з фізико-математичним напрямком при Ніжинському державному педагогічному університеті, який закінчила із золотою медаллю.
У 2004—2009 роках навчалася на фізичному факультеті Київського національного університету. Бакалаврську роботу виконувала в Інституті Амосова — моделювала роботу серця. Перші наукові праці опублікувала у 2009 році. Протягом 2009—2011 років — в аспірантурі Інституту молекулярної біології і генетики НАН України, після закінчення якої залишилася працювати в цій установі у відділі молекулярної та квантової біофізики.
У 2011 році захистила кандидатську дисертацію на тему «Фізико-хімічна природа спонтанних та індукованих мутагенами транзицій і трансверсій» (науковий керівник Д. М. Говорун). Докторську дисертацію «Мікроструктурні механізми виникнення спонтанних точкових мутацій» захистила 29 грудня 2015 року й на початку 2016 року стала наймолодшим доктором фізико-математичних наук України у віці 29 років.
На початку 2017 року великого розголосу набув сюжет про її життя і науковий доробок на каналі «1+1», де стверджувалося, що її праці можуть призвести до появи «ліків від раку». У відповідь наукова спільнота роз'яснила журналістам, що дослідження Ольги Броварець далекі від медицини, а є необхідним етапом теоретичного розуміння походження мутацій у ДНК, які спостерігаються також при багатьох видах онкологічних захворювань Науковці звинуватили журналістів телеканалу в переслідуванні фахівців і нерозумінні сутності процесу наукових досліджень.
Ольга Броварець померла 14 липня 2022 року. Обставини смерті не повідомляли.

## Наукові дослідження
Працювала у міждисциплінарних напрямках молекулярної біології, молекулярної фізики, хімічної фізики та квантової хімії, зокрема вивчала механізми виникнення спонтанних точкових мутацій у ДНК. Ользі Броварець вдалося довести, що можна запрограмувати ракову клітину на «самогубство».

## Відзнаки та нагороди
- Іменна стипендія Верховної Ради України для найталановитіших молодих учених;
- Премія Президента України для молодих вчених (2010);
- «Scopus Awards Ukraine 2016»[21] в номінації «Найкращий колектив вчених, який досяг значних наукових результатів без західних колаборацій»[3];
- «Лідер науки України 2016. Web of Science Award» у номінації «Вчений України. За надзвичайні досягнення. Молекулярна біологія».[21]